# José Fragelli
José Manuel Fontanillas Fragelli (Corumbá, 31 de diciembre de 1915 – Aquidauana, 30 de abril de 2010) fue un político, abogado y docente brasileño. Fragelli ocupó el cargo de Gobernador de Mato Grosso de 1970 hasta 1974 y Presidente del Senado de Brasil de 1985 a 1987.

## Biografía
Fragelli se graduó en derecho en la Facultad de Derecho de Largo São Francisco (Faculdade de Direito da Universidade de São Paulo). Comenzó su carrera como fiscal del distrito y profesor de derecho. 
En la política, fue legislador del estado de Mato Grosso de 1947 a 1959 antes de ser elegido en la Cámara de Diputados de Brasil de 1950 hasta 1959 como portavoz de la Unión Democrática Nacional.
Ocupó el cargo de Gobernador de Mato Grosso de 1970 a 1974. De vuelta al Congreso, esta vez como senador, Fragelli fue elegido Presidente del Senado de Brasil de 1985 a 1987 y, de manera fugaz, fue Presidente de Brasil durante nueve días en la administración del Presidente José Sarney.